# Робертс, Оран
Оран Майло Робертс (англ. Oran Milo Roberts; 9 июля 1815, Южная Каролина — 19 мая 1898, Остин) — американский политик, 17-й губернатор штата Техас, член демократической партии.

## Биография
Оран Робертс родился в округе Лоренс, Южная Каролина. В 1836 году окончил университет штата Алабама и в следующем году был принят в коллегию адвокатов. После работы в легислатуре Алабамы, Робертс переехал в Техас, где успешно занялся юридической практикой.
В 1844 году президент Техаса Сэм Хьюстон назначил его окружным прокурором, а двумя годами позже Джеймс Хендерсон сделал его окружным судьёй. Робертс также преподавал право в университете Сан-Огастина. В 1856 году Робертс баллотировался и был избран в Верховный суд Техаса. В январе 1861 года он был единогласно избран президентом Сецессионного Конвента в Остине.
В 1862 году Робертс ушёл с должности судьи Верховного суда, присоединился к армии Конфедерации, и был назначен полковником 11-го пехотного полка Техаса. В 1864—1865 годах он был председателем Верховного суда штата.
Во время Реконструкции он был избран делегатом Конституционного конвента 1866 года, а также, наряду с Дэвидом Дж. Барнетом, был избран легислатурой штата сенатором США. Однако они не смогли дать «железную клятву», поэтому не были допущены в Сенат. В конце концов Робертс вернулся в Гилмер, штат Техас, где в 1868 году открыл юридическую школу. Среди его учеников были будущие судья Верховного суда Техаса Соуни Робертсон и окружной судья Далласа Джордж Элдредж.
В 1874 году, после возвращения к власти в Остине демократов, Робертс был сначала назначен, а затем избран в Верховный суд штата Техас. Он был председателем суда на протяжении четырёх лет и принимал участие в переписывании значительной части гражданского права.
В 1878 году Робертс был избран губернатором Техаса. Его два губернаторских срока были отмечены сокращением государственных расходов штата. Он разработал план борьбы с высокими налогами и государственным долгом штата, который стал известен под названием «жить по средствам» (англ. pay as you go). Этот план, в частности, предполагал продажу государственных земель для погашения долга и финансирования государственных школ. Во время пребывания Робертса на посту губернатора был построен Капитолий в Остине и основан Техасский университет. Также была увеличена протяжённость железных дорог в Западном Техасе, а границы штата стали более безопасными.
Выйдя в отставку, Робертс сразу был назначен профессором права в Техасском университете, и занимал эту должность в течение следующих десяти лет. В этот период он был очень влиятельным юристом штата. Он оказал влияние на целое поколение молодых адвокатов, которые дали ему прозвище «Старый алкальд». Во время работы в университете Робертс написал несколько работ по юриспруденции, по одной из которых, The Elements of Texas Pleading (1890), учились на протяжении нескольких десятилетий после его ухода с преподавательской должности. В 1893 году он покинул университет и переехал в Марбл-Фоллс, где занялся более общими историческими трудами. Его эссе «Политическая, законодательная и судебная история Техаса за пятьдесят лет в статусе штата, 1845—1895» (англ. The Political, Legislative, and Judicial History of Texas for its Fifty Years of Statehood, 1845–1895) было включено в раннее издание «Всеобщей истории штата Техас с 1685 по 1897 год» (1898) под редакцией Дадли Вутена.
В 1895 году Робертс вернулся в Остин, где вместе с несколькими другими видными техасцами участвовал в создании Исторической ассоциации Техаса. Он стал первым президентом организации.
Робертс умер 19 мая 1898 года в своём доме в Остине, и был похоронен на кладбище Оквуд.